# Leertrajectbegeleider
De leertrajectbegeleider (tot september 2005 leersecretaris) is in Vlaanderen de persoon die namens de overheid toeziet op de leerovereenkomst van jongeren. Hij/zij bemiddelt tussen de patroon en de leerjongen, sluit het contract af met beide partijen en controleert of de patroon zijn werk doet, nl de jongere iets laten bijleren, en of de jongere zich aan de regels houdt, namelijk het arbeidsreglement van de patroon respecteren en zich regelmatig naar de syntra-opleiding begeven. Zodoende is de jongere in orde met de (deeltijdse) leerplicht.
Elke regio heeft zijn eigen leertrajectbegeleider. Een 38-tal verspreid over heel Vlaanderen. Hoewel de jongere tijdens de leertijd een vergoeding ontvangt (afhankelijk van de leeftijd, en vastgelegd in het contract), behouden de ouders voor hem nog kinderbijslag. De leertrajectbegeleiders worden per provincie opgevolgd door een pedagogisch adviseur leertijd van het Vlaams Agentschap voor Ondernemersvorming - SYNTRA Vlaanderen. Waar zij vroeger zelfstandigen waren zijn zij sinds september 2005 contractuele ambtenaren bij ditzelfde agentschap.